# The Vegetable Orchestra
 (mai 2022).
Si vous disposez d'ouvrages ou d'articles de référence ou si vous connaissez des sites web de qualité traitant du thème abordé ici, merci de compléter l'article en donnant les références utiles à sa vérifiabilité et en les liant à la section « Notes et références ».
The Vegetable Orchestra est un groupe de musique autrichien. Sa particularité est que ses instruments sont fabriqués à partir de légumes par les musiciens.

## Appellations
The Vegetable Orchestra a d'autres appellations : Das erste Wiener Gemüseorchester, The First Vienna Vegetable Orchestra, The Vienna Vegetable Orchestra et Das Gemüseorchester.

## Histoire

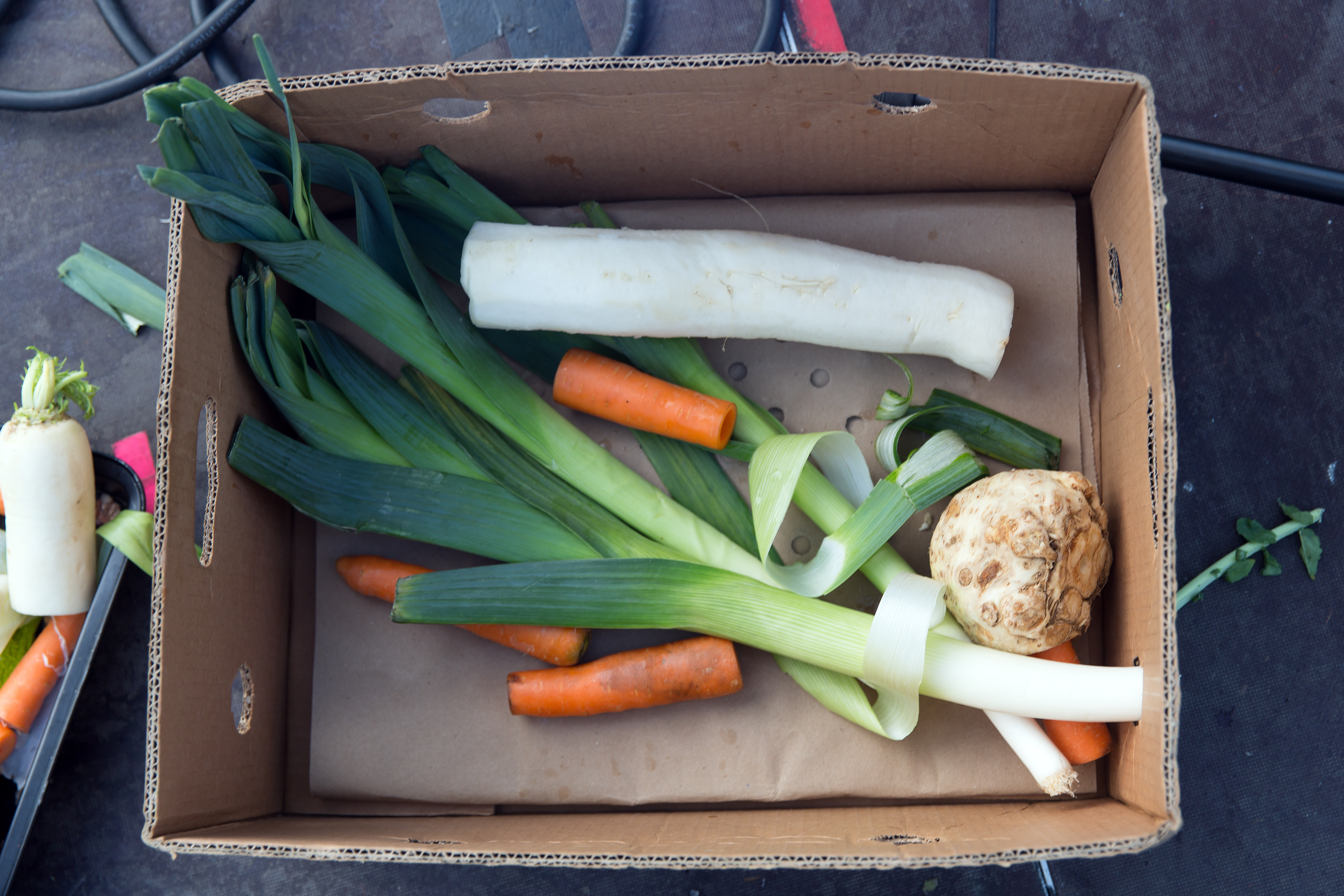
Légumes pour instruments du Vegetable Orchestra.

L'orchestre est formé en 1998 et comprend dix musiciens. Ses instruments sont principalement des instruments à vent et à percussions, achetés au Naschmarkt, un marché viennois ; pour les représentations à l'étranger, ils achètent des légumes disponibles dans les marchés locaux. L'orchestre a inventé ses propres instruments à partir de légumes, comme le Paprikatröte (un instrument à vent fait d'une carotte évidée et trouée et d'un demi-poivron) ou le Lauchgeige (un violon en poireau). Les instruments cassent parfois pendant une représentation, d'où l'importance du choix de légumes adéquats. Les concerts se font uniquement avec sonorisation, effectivement sans processeur d'effet impossible d'obtenir un son audible à partir de simples légumes. À la fin de leurs concerts, les musiciens préparent une soupe des légumes non utilisés qu'ils partagent avec le public. Les instruments ne durent que le temps d'un concert.

## Musiciens

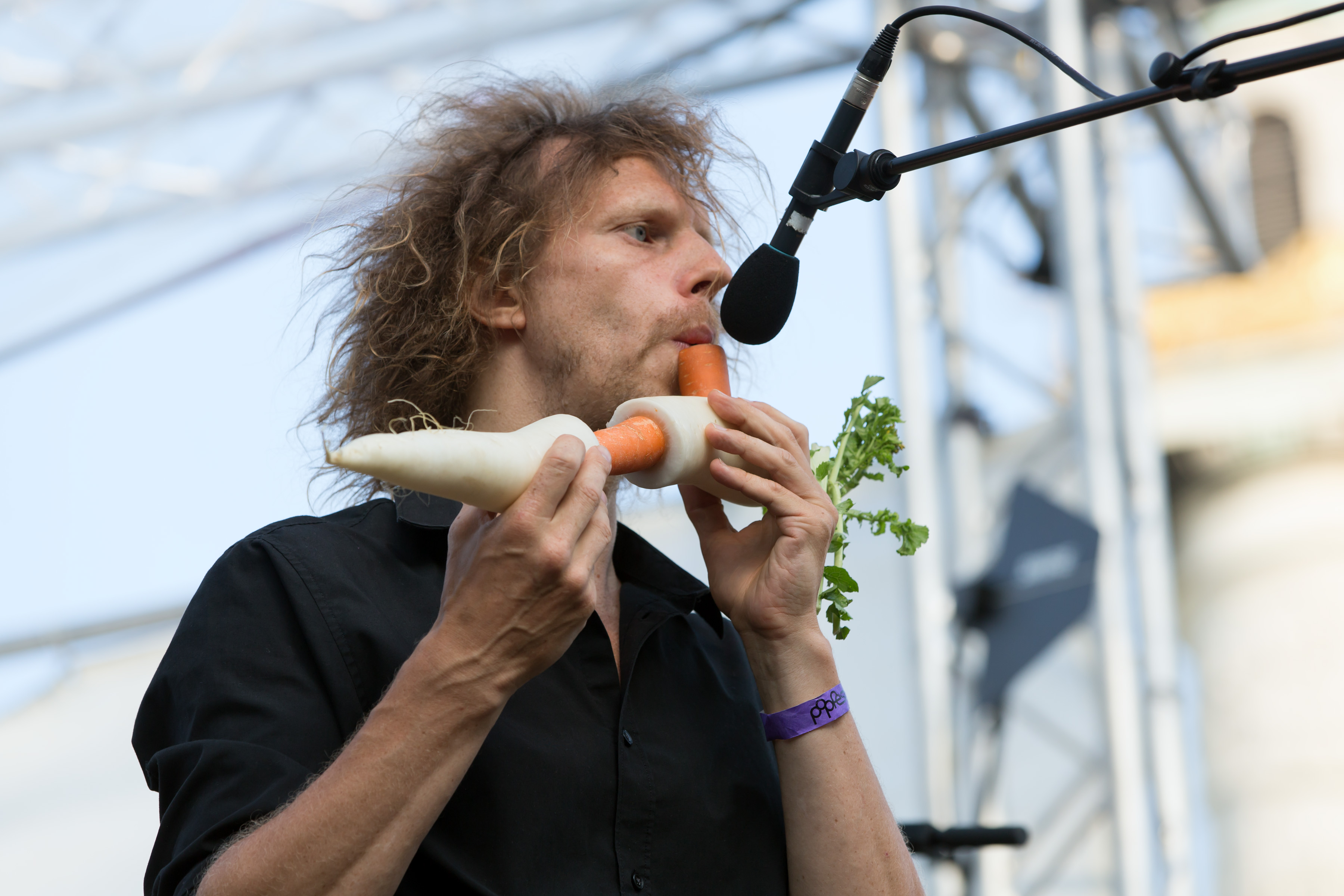
Un musicien du Vegetable Orchestra.

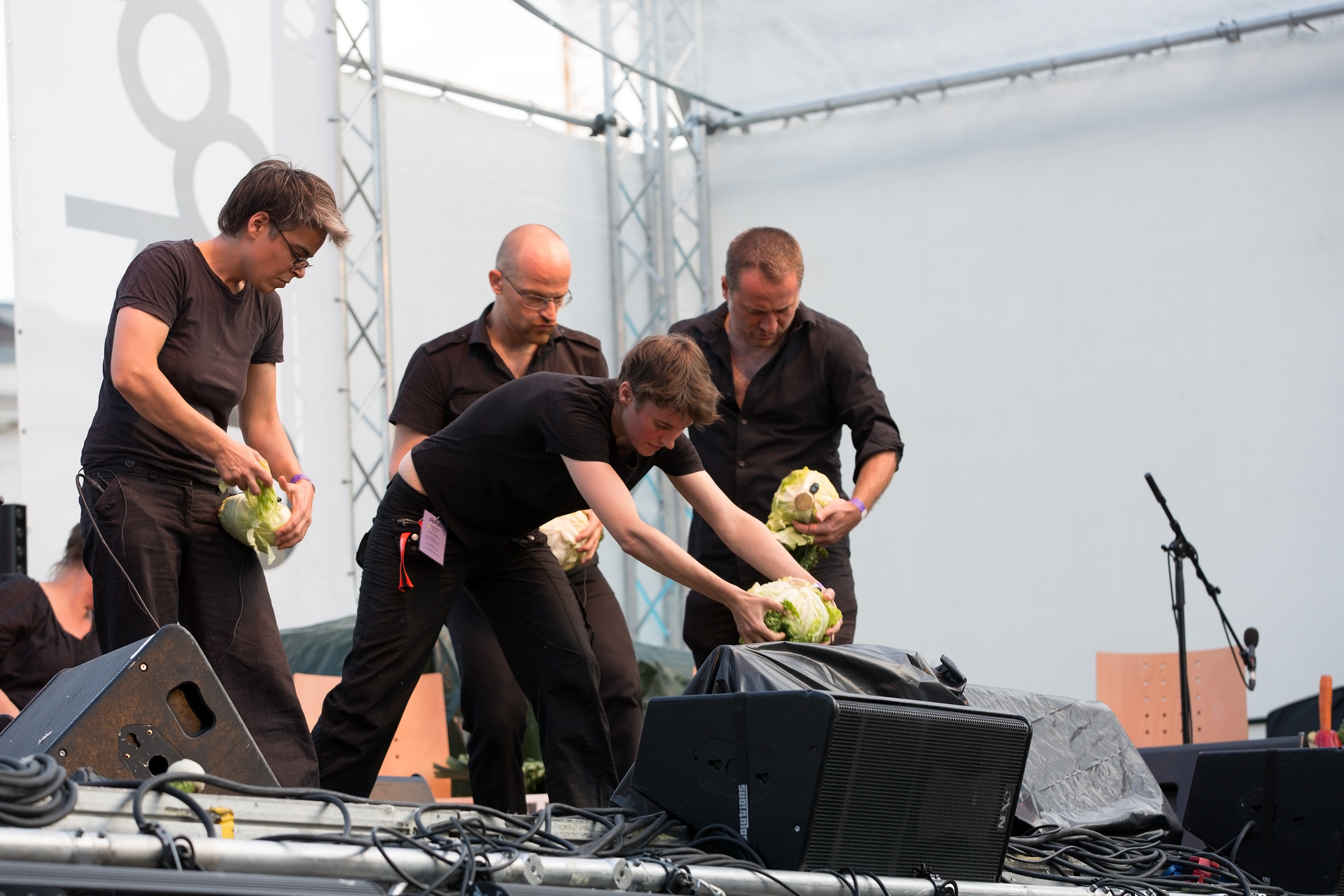
Musiciens du Vegetable Orchestra.

Les musiciens du Vegetable Orchestra forment un collectif sans chef. Ils ont tous un background musical, mais sont autrement relativement hétérogènes.[pas clair] Leurs noms sont[Quand ?] :
- Verena Fuchs
- Susanna Gartmayer
- Barbara Kaiser
- Matthias Meinharter
- Jörg Piringer
- Ingrid Schlögl
- Ulrich Troyer
- Stefan Voglsinger
- Martina Winkler

## Discographie
- gemise – das erste wiener gemüseorchester (1999)
- Automate (2003)
- Onionoise (2010)

## Article de presse
- (fr) Aubergine blues, article du Courrier international n° 924, 17 juillet 2008 ; basé sur un article d'Il Sole 24 Ore.